# Johanna Maria Quis
Johanna Maria Quis (* 8. Mai 1959 in Schwabmünchen) ist eine deutsche Politikerin (Bündnis 90/Die Grünen). Sie war von 1988 bis 1990 Mitglied im Landtag von Baden-Württemberg.

## Leben
Johanna Maria Quis absolvierte nach der Realschule verschiedene Praktika in Behinderteneinrichtungen und Kindergärten. Von 1977 bis 1978 besuchte sie die Fachakademie für Sozialpädagogik in Augsburg und war anschließend als Erzieherin tätig. Von 1980 bis 1985 studierte sie in Freiburg an der katholischen Fachhochschule Religionspädagogik. Dort war sie Mitglied beim AStA.
Sie arbeitete als Religionslehrerin, als Referentin beim Familienbund der Diözese Augsburg und als Bildungsreferentin in der Altenseelsorge des Seelsorgeamts Augsburg.

## Politische Tätigkeit
Seit 1983/84 war sie Mitglied des Kreisvorstands der Grünen im Kreis Breisgau-Hochschwarzwald. Bei der Landtagswahl 1988 trat sie gemeinsam mit Barbara Schroeren-Boersch im Wahlkreis Freiburg I an. Sie hatten vereinbart, dass jede das Mandat für zwei Jahre innehaben soll, um so noch genügend Zeit für die Familie zu haben. Johanna Maria Quis wurde in den Landtag gewählt und wurde stellvertretende Fraktionssprecherin. 1990 übergab sie das Mandat an ihre Nachfolgerin Barbara Schroeren-Boersch.

## Werke
- mit Robert Ischwang: Mein Lebensweg in religiösen Bildern – Extragroße Fotokarten für die Seniorenarbeit, München 2015, EAN 4260179512476.